# Wijktafel
Een wijktafel is een overleg tussen wijkbewoners uit een bepaalde woonwijk, vertegenwoordigers van de gemeente, politie (bijvoorbeeld de wijkagent), woningcoöperatie(s) en andere bij de wijk betrokken organisaties. Op een wijktafel kunnen allerlei onderwerpen aan bod komen, zoals de sociale samenhang, op stapel staande projecten, gevaarlijke plekken en andere problemen van allerlei aard. De agenda wordt in het algemeen door gemeente en bewoners in overleg opgesteld. Anders dan bij een wijkschouw vinden de gesprekken veelal op een vaste locatie plaats.
Wijktafels worden door diverse gemeenten in Nederland als overlegwijze met wijkbewoners toegepast.